# Мевкуж
Мевкуж (словен. Mevkuž) — поселення в общині Горє, Горенський регіон, Словенія. Висота над рівнем моря: 629,8 м.